# Palazzinaro
Palazzinaro è un termine gergale, del dialetto romanesco, con cui si indicano dispregiativamente imprenditori edili o del settore immobiliare arricchitisi grazie alla speculazione edilizia.
Durante il boom economico degli anni cinquanta-sessanta i palazzinari hanno costruito interi quartieri, a Roma ed in molte altre città italiane.

## Generone romano
Con riferimento alla sociologia urbana della città di Roma, spesso il termine palazzinaro viene accostato al cosiddetto "generone romano", una classe sociale alto-borghese della Roma papale ottocentesca, un ceto che era erede dei "mercanti di campagna". I due termini, tuttavia, non vanno confusi e vanno tenuti distinti: il generone romano, come classe sociale, estinse il proprio potere nella società romana, un tempo capillare, nei rivolgimenti successivi alla prima guerra mondiale, mentre i palazzinari, fenomeno sociale iniziato nel secondo dopoguerra italiano, impressero il proprio segno attraverso una speculazione edilizia che investì e valorizzò proprio i terreni agricoli appartenenti alla famiglie del generone di un tempo.